# Thomisus andamanensis
Thomisus andamanensis är en spindelart som beskrevs av Benoy Krishna Tikader 1980. Thomisus andamanensis ingår i släktet Thomisus och familjen krabbspindlar.
Artens utbredningsområde är Andamanerna. Inga underarter finns listade i Catalogue of Life.